# Festival Internacional de Teatre de Sitges
El Festival Internacional de Teatre de Sitges fou un festival de teatre que es va organitzar a Sitges des de 1967 fins al 2004, de convocatòria anual, i que impulsà joves autors, directors i escenògrafs. En la seva primera etapa va anomenar-se Setmana de Teatre Actual de Sitges i Premi Nacional de Teatre de Sitges, passant a dir-se a la segona etapa Sitges Teatre Internacional.
L'organització anava a càrrec de l'Institut del Teatre, el Patronat Municipal de Sitges, l'Ajuntament de Sitges, el Departament de Cultura de la Generalitat de Catalunya i l'Instituto Nacional de las Artes Escénicas y de la Música (INAEM) del Ministeri de Cultura. Durant aquests anys en van ser directors artístics Ricard Salvat, Toni Cots, Joan Ollé i Magda Puyo.

## Història

### Inicis
El de Sitges va ser el primer festival de teatre de caràcter anual dels Països Catalans. Fundat el 1967 sota l'empara de la delegació provincial del Ministerio de Información y Turismo i l'Ajuntament de Sitges, al marge de la voluntat dels impulsors es va convertir en un expositor del teatre experimental i independent que es feia aleshores a l'estat. Va funcionar ininterrompudament fins al 1975. A partir del 1977, sota l'impuls de Ricard Salvat, màxim responsable fins al 1986, el festival va canviar de rumb radicalment i va agafar projecció internacional. Per primera vegada a l'estat, un festival programava espectacles vinguts de la resta d'Europa i d'Amèrica. En aquest ambient van fer els primers muntatges companyies com La Cubana, El Tricicle o La Fura dels Baus. Els darrers anys, Salvat es va trobar amb molts problemes econòmics, fruit de la retallada pressupostària institucional.

### Segona etapa
El 1991, amb el nom de Sitges Teatre Internacional, s'enceta una nova etapa, en la qual el festival passa a dependre de l'Institut del Teatre i és dirigit successivament per Joan Castells (1991-1993), Joan Ollé (1993-2001) i Magda Puyo (2001-2004). Sota la direcció d'aquesta, el festival canvia de rumb i s'orienta cap a la promoció i difusió de les últimes tendències, obert a la dansa i a les arts multimèdia. Al mateix temps, diversifica objectius introduint-hi un espai anual d'intercanvi i debat entre professionals. El 2004 se celebra la darrera edició del festival.

### Desaparició
La desaparició es produeix per una decisió del Departament de Cultura de la Generalitat, amb la connivència del Ministeri de Cultura i de l'Ajuntament de Sitges, que argumenten que el model centralitzat en un sol certamen per acollir l'escena alternativa i emergent està esgotat i que altres festivals hi entren en competència, com el Temporada Alta, així com per la necessitat de descentralitzar la creació contemporània en diferents centres territorials. La fi del festival amb la trajectòria més llarga del país va provocar desconcert i perplexitat entre els professionals del sector.